# Municipio de Franklin (condado de Portage)
El municipio de Franklin (en inglés: Franklin Township) es un municipio ubicado en el condado de Portage en el estado estadounidense de Ohio. En el año 2010 tenía una población de 5527 habitantes y una densidad poblacional de 153,77 personas por km².

## Geografía
El municipio de Franklin se encuentra ubicado en las coordenadas 41°10′33″N 81°20′34″O / 41.17583, -81.34278. Según la Oficina del Censo de los Estados Unidos, el municipio tiene una superficie total de 35.94 km², de la cual 31.6 km² corresponden a tierra firme y (12.08%) 4.34 km² es agua.

## Demografía
Según el censo de 2010, había 5527 personas residiendo en el municipio de Franklin. La densidad de población era de 153,77 hab./km². De los 5527 habitantes, el municipio de Franklin estaba compuesto por el 93.02% blancos, el 1.85% eran afroamericanos, el 0.16% eran amerindios, el 2.66% eran asiáticos, el 0.02% eran isleños del Pacífico, el 0.33% eran de otras razas y el 1.97% pertenecían a dos o más razas. Del total de la población el 1.61% eran hispanos o latinos de cualquier raza.